# Santa, Can't You Hear Me
Santa, Can't You Hear Me è un singolo delle cantanti statunitensi Kelly Clarkson e Ariana Grande, diventato singolo ufficiale il 9 dicembre 2022. Il singolo è stato precedentemente estratto come singolo promozionale il 15 ottobre 2021, data di pubblicazione dell'album When Christmas Comes Around..., nono album in studio di Clarkson.

## Descrizione
Santa, Can't You Hear Me è stata scritta dalla Clarkson con Aben Eubanks e prodotta da Jason Halbert. La scelta di collaborare con Grande è nata dopo la fine della 21ª stagione del talent show statunitense The Voice,in cui le due artiste ricoprivano il ruolo di coach e giudici. Il testo della canzone parla di una richiesta a Babbo Natale di portare, invece di regali materiali, l'amore nella loro vite e nel mondo.

## Promozione
Il 2 dicembre 2022 è stata pubblicata una versione live del brano, eseguita durante Kelly Clarkson Presents: When Christmas Comes Around, speciale televisivo natalizio della Clarkson andato in onda il 1 dicembre 2021 sulla NBC.

## Accoglienza
Il brano ha ricevuto recensioni generalmente favorevoli dalla critica musicale, la quale è rimasta piacevolmente colpita dalle doti vocali delle cantanti.
Al momento dell'uscita dell'album, Randee Dawn di The Today Show ha osservato che la canzone è esattamente ciò che ci si potrebbe aspettare dalle cantanti, scrivendo che «rimbalzano l'una sull'altra con armonie piene e note alte» e termina con un «finale da grandi artisti che lascerà il cuore a battere per saperne di più». Recensendo l'album per Vulture, Justin Curto ha sottolineato come il brano suoni potente e festoso come ci si aspetterebbe dalle due interpreti. Nella sua recensione del brano su iHeartRadio, Ariel King ha scritto che la canzone dimostra il talento delle cantanti e ciò che li rende «incredibili potenze» è il modo in cui fondono perfettamente le loro voci per «un ascolto accattivante».

## Tracce
Testi di Aben Eubancks e Kelly Brianne Clarkson, musiche di Jason Halbert.
1. Santa, Can't You Hear Me (feat. Ariana Grande) – 4:02
2. Santa, Can't You Hear Me - Live (feat. Ariana Grande) – 3:45

## Classifiche
| Classifica (2022-2024) | Posizione massima |
| ---------------------- | ----------------- |
| Australia              | 38                |
| Austria                | 32                |
| Canada                 | 71                |
| Germania               | 30                |
| Grecia                 | 59                |
| Irlanda                | 13                |
| Lituania               | 59                |
| Nuova Zelanda          | 37                |
| Polonia                | 84                |
| Regno Unito            | 23                |
| Stati Uniti            | 76                |
| Svizzera               | 26                |